# Droxford
Droxford est un village et une paroisse civile du Hampshire, en Angleterre. Il est situé sur le fleuve Meon, dans le parc national des South Downs, à environ 6 km à l'est de la ville de Bishop's Waltham. Administrativement, il relève du district de la City of Winchester. Au recensement de 2011, il comptait 675 habitants.